# Hardbass (Musikrichtung)
Hardbass oder Hard Bass (russisch хардбасс, khardbass; xɐrdˈbas) ist ein Subgenre der elektronischen Musik mit einer Taktzahl von 150 – 170 BPM. Es entstand in den 2000er Jahren in Russland und wurde durch den britischen Hard House, Bouncy Techno, Scouse House, Powerstomp und Hardstyle (früher ebenfalls tw. Hardbass genannt) inspiriert.
Hardbass zeichnet sich durch Klonks, markante Basslines, verzerrte Sounds, dezente Kicks und gelegentliche Rap-Einlagen aus.
Hardbass wurde zu einem zentralen Element der Gopnik-Subkultur. In einigen europäischen Ländern entstanden über die Zeit öffentliche Hardbass Scenes. Auf diesen Events tanzen die Teilnehmer maskiert zur Musik und bedienen sich dabei dem am Pogo angelehnten „Moshing“-Tanz. Seit 2015 wurde Hardbass regelrecht zu einem Internetphänomen und im Video „Cheeki Breeki Hardbass Anthem“ als russische und slawische Kultur dargestellt.
Nach dem russischen Überfall auf die Ukraine im Jahr 2022 ging die Popularität von Hardbass zurück. Der Hardbass-Produzent Gopnik McBlyat verkündete, dass Hardbass tot sei, während Produzent Uamee einen Song mit dem Titel „Hardbass is Dead“ (dt.: „Hardbass ist tot“) veröffentlichte, in dem er sagte: „Because war, the hype is over“ (dt.: „Wegen des Krieges ist der Hype zu Ende“).

## Bekannte Künstler und ihre Veröffentlichungen
| Künstler             | Land                   | Veröffentlichungen (Auswahl) | Anmerkungen                             |
| -------------------- | ---------------------- | --- | --------------------------------------- |
| Alan Aztec           | Vereinigtes Königreich | „Disco Panzer“ (feat. R5on11c), „Mother Russia“ (feat. uamee), „Deutschland“ (feat. Malte), „Polska“ (feat. Frequ & Ninka), „Bassmarck“ (feat. R5on11c), „This is Russia“ (feat. Karate), „Bass Bomber“ (feat. R5on11c), „Kübelwagen GTI“ (feat. R5on11c) |                                         |
| apartje              | Deutschland            | „Cheeki Breeki Hardbass Anthem“ | Verstarb am 9. Oktober 2016             |
| Benislav             | Schweden               | „Opa Bratan“, „Adidas Majic“ |                                         |
| Davay                | Estland                | „Tri Poloski“ |                                         |
| DJ Blyatman          | Slowakei               | „Gopnik“, „Tsar Bomb“, „Slav King“ (feat. Life of Boris), „Visegrad 4“ "How we party", "Generation Hardbass" (feat. Life of Boris), "Cyka Blyat" (feat. Russian Village Boys)                                                                             |                                         |
| N3XX                 | Tschechien             | „SPAДNI“, „MAXIMUS“ |                                         |
| dlb                  | Russland               | „Welcome to Russia“, "Kamaz" (feat. DJ Blyatman) |                                         |
| Gopnik               | Polen                  | „Hardbass Industry“, „Hot Stuff“, „Cheeky Breeki Revolt“ |                                         |
| GSPD                 | Russland               | „Techno Baby“, „I love Hardbass“ | Fokus der Band liegt nicht auf Hardbass |
| Hard Bass School     | Russland               | „Narkotik Kal“, „Opa Blia“, „Nash Gimn (Hard Bass Adidas)“, „The Album“, "Narkoman", "Vodka Semechki Hardbass", "Kolbasy" |                                         |
| Russian Village Boys | Russland               | "Instababe" (feat. DJ Blyatman), "Ciao", "Adidas" (feat. Mr. Polska), "Romantic and Jackass", "Cyka Blyat" (feat. DJ Blyatman") |                                         |
| Sin Project          | Slowenien              | „Drugs“, „Mind Control“ |                                         |
| SrpskiBass           | Serbien                | „Combat“, „Bombjack“, "Vodka Party", "The Srpski Style" |                                         |
| uamee                | Lettland               | „Kopeika“, „High Quality Nahui“, „IL-76“, „LADA“ (feat. Life Of Boris und Professional Gopnik) |                                         |
| XS Project           | Russland               | „Bochka, Bass, Kolbaser“, „NarkoBaroni“, „Red Roubles“ (feat. Life of Boris), „Meanwhile in Russia (Take me to Russia)“ |                                         |

## Kollektive Labels
- Hard Bass Crew
- Jutonish
- Progressive Фактор